# Черепаха павукова
Черепаха павукова (Pyxis arachnoides) — вид черепах з роду Павукові черепахи родини Суходільні черепахи. Має 3 підвиди.

## Опис
Загальна довжина досягає 15—16 см. Панцир округлий яйцеподібний. Передня частка пластрона рухомо з'єднана з основною частиною за допомогою поперечної суглобової зв'язки, що дозволяє черепасі закриватися спереду при нападі ворога.
Голова темно-коричнева або чорна. Забарвлення карапаксу чорне. Кожен щиток карапаксу прикрашений ясно-жовтим серединною плямою. Разом вони утворюють радіальний малюнок, що нагадує тенета павука. Пластрон жовтого кольору.

## Спосіб життя
Полюбляє прибережні савани, ліси, пустки, сухе рідколісся, чагарниках. Активна після сезону дощів й опадів. В інший час ховаються під деревом, впалим листям.
Самиця відкладає від 1 до 2 яєць. За сезон буває декілька кладок.

## Розповсюдження
Мешкає на о. Мадагаскар.

## Підвиди
- Pyxis arachnoides arachnoides
- Pyxis arachnoides brygooi
- Pyxis arachnoides oblonga